# ستيفن باتشيلور
ستيفن باتشيلور (بالفرنسية: Stephen Batchelor)‏ هو كاتب فرنسي وبريطاني، ولد في 7 أبريل 1953 في دندي في المملكة المتحدة.

## وصلات خارجية
- ستيفن باتشيلور على موقع ميوزك برينز (الإنجليزية)